# Alberto
Alberto es un nombre propio masculino de origen germánico en su variante en español. Es una contracción de Adalberto, que significa «noble brillante» o «noble ilustre».

## Origen y significado
Alberto proviene del nombre germánico Adalberto, que se compone de las raíces ‘adal’, que significa noble, y ‘beraht’, que significa brillante o ilustre. Por lo tanto, el nombre Alberto se interpreta comúnmente como «noble brillante» o «noble ilustre».

## Santoral[1]
- San Adalberto de Praga, obispo y mártir 23 de abril
- San Adalberto, obispo de Como 3 de junio
- San Adalberto di Egmond, diácono y abad  25 de junio
- Santa Alberta, virgen y mártir 6 de octubre
- San Albertino de Montone, abad 13 de abril
- San Alberto Chmielowski,   religioso y fundador  25 de diciembre
- San Alberto de Génova  Monaco, ermitaño 8 de julio
- San Alberto degli Abatti (de Trapani),  Sacerdote carmelita 7 de agosto
- San Alberto de Butrio, abad 5 de septiembre
- San Alberto de Cashel, obispo 8 de   Vescovo  8 de enero
- San Alberto de Jerusalén, obispo y mártir 14 de septiembre
- San Alberto de Lovaina, obispo y mártir 24 de noviembre
- San Alberto de Montecorvino, obispo 5 de abril
- San Alberto de Pontida, abad 2 de septiembre
- San Alberto Hurtado Cruchaga, sacerdote jesuita, fundador  18 de agosto
- San Alberto Magno, obispo y doctor de la Iglesia 15 de noviembre
- San Alberto Quadrelli de Rivolta, obispo  4 de julio
- San Giovanni Gualberto, abad  12 de julio
- San Raimondo Albert, cardenal 18 de noviembre

## Variantes
- Femenino: Alberta o Berta
- Diminutivo: Albertito, Beto, Betito, Berto, Berti, Bertín, Al, Tito, Albertico, Alber, Bito, Albi, Ato.

### Variantes en otros idiomas
| Español    | Alberto                            |
| Albanés    | Albert                             |
| Alemán     | Albert, Albrecht                   |
| Aragonés   | Alberto                            |
| Asturiano  | Albertu                            |
| Bretón     | Alberz                             |
| Búlgaro    | Алберт (Albert)                    |
| Catalán    | Albert                             |
| Checo      | Albert                             |
| Chino      | 阿尔伯特 (Ā 'r bo te)              |
| Corso      | Albertu                            |
| Danés      | Albert                             |
| Eslovaco   | Albert, Vojtech                    |
| Esloveno   | Albert                             |
| Esperanto  | Alberto                            |
| Estonio    | Albert                             |
| Euskera    | Alberto                            |
| Finés      | Albert                             |
| Francés    | Albert                             |
| Gallego    | Alberte                            |
| Griego     | Αλβέρτος (Albértos)                |
| Hebreo     | אלברט (Albert)                     |
| Húngaro    | Albert, Béla                       |
| Inglés     | Albert                             |
| Islandés   | Albert                             |
| Italiano   | Alberto                            |
| Japonés    | アルベルト (A-ru-be-ru-to)         |
| Latín      | Albertus                           |
| Letón      | Alberts                            |
| Lituano    | Albertas                           |
| Maltés     | Albertu                            |
| Neerlandés | Albert, Albertus, Aelbert, Aalbert |
| Noruego    | Albert                             |
| Polaco     | Albert                             |
| Portugués  | Alberto                            |
| Rumano     | Albert                             |
| Ruso       | Альберт (Al'bert)                  |
| Sardo      | Albertu                            |
| Serbio     | Алберт (Albert)                    |
| Siciliano  | Arbertu                            |
| Sueco      | Albert                             |
| Valenciano | Albert                             |